# Наварро, Рубен
Рубен Марино Наварро (исп. Rubén Marino Navarro; 30 марта 1933, Ла-Банда — 14 июля 2003, Буэнос-Айрес) — аргентинский футболист, защитник.

## Клубная карьера
Рубен Наварро начинал свою футбольную карьеру в 1952 году и провёл большую её часть в команде «Индепендьенте». В 1954 году он дебютировал в её составе на профессиональном уровне. Первоначально он играл на позиции нападающего. С «Индепендьенте» Наварро дважды становился чемпионом Аргентины в 1960 и 1962 годах, а также дважды выигрывал Кубок Либертадорес в 1964 и 1965 годах. В 1967 году Наварро перебрался в США, где выступал за местные клубы «Филадельфия Спартанс» и «Кливленд Стокерс».

## Международная карьера
Рубен Наварро попал в состав сборной Аргентины на Чемпионат мира 1962 года. Из 3-х матчей Аргентины на турнире Наварро провёл 2 из них: первые 2 игры группового турнира против сборных Болгарии и Англии. В обоих матчах Наварро был капитаном сборной Аргентины.

## Достижения

### Клубные
Индепендьенте
- Чемпионат Аргентины (2): 1960 (чемпион), 1962 (чемпион)
- Победитель Кубка Либертадорес (2): 1964, 1965